# تورمینا، نیو ساوت ولز
تورمینا (به انگلیسی: Toormina) یک شهرک در استرالیا است که در نیو ساوت ولز واقع شده‌است.